# Hedysarum bordzilovskyi
Hedysarum bordzilovskyi är en ärtväxtart som beskrevs av Aleksandr Alfonsovitj Grossgejm. Hedysarum bordzilovskyi ingår i släktet buskväpplingar, och familjen ärtväxter. Inga underarter finns listade i Catalogue of Life.